# Culicoides corniculus
Culicoides corniculus är en tvåvingeart som beskrevs av Liu och Qu 1981. Culicoides corniculus ingår i släktet Culicoides och familjen svidknott. Inga underarter finns listade i Catalogue of Life.